# Stoke Abbott
Stoke Abbott est une paroisse civile et un village du Dorset, en Angleterre.